# Carlos Peralta (futbolista)
Carlos Peralta (San Antero, Córdoba, Colombia; 14 de febrero de 1990) es un futbolista Colombiano. Juega de delantero. Desde noviembre de 2020 se encuentra sin equipo.

## Clubes
| Club               | País     | Año         |
| ------------------ | -------- | ----------- |
| Envigado F.C.      | Colombia | 2008 - 2010 |
| Deportivo Rionegro | Colombia | 2011 - 2012 |
| América de Cali    | Colombia | 2013 - 2014 |
| Unión Magdalena    | Colombia | 2014 - 2015 |
| La Equidad         | Colombia | 2016 - 2020 |

## Estadísticas
| Envigado FC · Colombia | 1ª            | 2008          | 1   | 0  | —  | —  | — | — | 1   | 0  |
| Envigado FC · Colombia | 1ª            | 2009          | 1   | 0  | 2  | 2  | — | — | 3   | 2  |
| Envigado FC · Colombia | 1ª            | 2010          | 9   | 0  | —  | —  | — | — | 9   | 0  |
| Envigado FC · Colombia | Total club    | Total club    | 11  | 0  | 2  | 2  | 0 | 0 | 13  | 2  |
| Deportivo Rionegro · Colombia | 2ª            | 2011          | 22  | 7  | 10 | 2  | — | — | 32  | 9  |
| Deportivo Rionegro · Colombia | 2ª            | 2012          | 9   | 1  | —  | —  | — | — | 9   | 1  |
| Deportivo Rionegro · Colombia | 2ª            | 2013          | 20  | 8  | 6  | 2  | — | — | 26  | 10 |
| Deportivo Rionegro · Colombia | Total club    | Total club    | 51  | 16 | 16 | 4  | 0 | 0 | 67  | 20 |
| América de Cali · Colombia | 2ª            | 2013          | 16  | 3  | 2  | 0  | — | — | 18  | 3  |
| América de Cali · Colombia | 2ª            | 2014          | 14  | 6  | 5  | 1  | — | — | 19  | 7  |
| América de Cali · Colombia | Total club    | Total club    | 30  | 9  | 7  | 1  | 0 | 0 | 37  | 10 |
| Unión Magdalena · Colombia | 2ª            | 2015          | 39  | 18 | —  | —  | — | — | 39  | 18 |
| Unión Magdalena · Colombia | Total club    | Total club    | 39  | 18 | 0  | 0  | 0 | 0 | 39  | 18 |
| La Equidad · Colombia | 1ª            | 2016          | 35  | 9  | 6  | 1  | — | — | 41  | 10 |
| La Equidad · Colombia | 1ª            | 2017          | 5   | 0  | —  | —  | — | — | 5   | 0  |
| La Equidad · Colombia | 1ª            | 2018          | 24  | 17 | 5  | 2  | — | — | 29  | 19 |
| La Equidad · Colombia | 1ª            | 2019          | 30  | 15 | —  | —  | 6 | 2 | 36  | 17 |
| La Equidad · Colombia | 1ª            | 2020          | 12  | 2  | —  | —  | — | — | 12  | 2  |
| La Equidad · Colombia | Total club    | Total club    | 106 | 43 | 11 | 3  | 6 | 2 | 123 | 48 |
| Total carrera | Total carrera | Total carrera | 230 | 86 | 36 | 10 | 6 | 2 | 272 | 98 |
| (1) Incluye datos de la Copa Colombia . (2) Incluye datos de Copa Libertadores y Copa Sudamericana. (3) No incluye goles en partidos amistosos. |               |               |     |    |    |    |   |   |     |    |